# Svartnäs
Svartnäs är en by och tidigare småort i nordöstra delen av Falu kommun i Svärdsjö socken, norr om Vintjärn. Svartnäs klassades av SCB som småort fram till 2005 men inte 2010 när invånarantalet var mindre än 50.
Svartnäs är en gammal bruksort, och Stora Kopparbergs bergslag anlade sitt första järnbruk här 1735 för stångjärnstillverkning. Järnmalmen togs huvudsakligen från gruvan i Vintjärn. Under 1800-talet började man också producera tackjärn i bruket, då ägt av Stora Kopparbergs Bergslags AB. Bolaget valde 1872 att börja bygga det som skulle bli Domnarvets Jernverk i Borlänge och började samtidigt att avveckla de mindre bruken, bland annat Svartnäs. Bruket lades ned 1889.
Svartnäs var kyrkby i Svartnäs församling som sedan den 1 januari 1995 ingår i Svärdsjö församling.
I Svartnäs ligger Svartnäs kyrka, invigd den 27 oktober 1794, samt behandlingshemmet Svartnäs Stödboende som drivs av Vildhjärta Dalarna AB.

## Befolkningsutveckling
| Befolkningsutvecklingen i Svartnäs 1960–2010                                    | Befolkningsutvecklingen i Svartnäs 1960–2010 | Befolkningsutvecklingen i Svartnäs 1960–2010 | Befolkningsutvecklingen i Svartnäs 1960–2010 | Befolkningsutvecklingen i Svartnäs 1960–2010 |
| ------------------------------------------------------------------------------- | -------------------------------------------- | -------------------------------------------- | -------------------------------------------- | -------------------------------------------- |
|                                                                                 |                                              |                                              |                                              |                                              |
| År                                                                              |                                              |                                              | Folkmängd                                    | Areal (ha)                                   |
| 1960                                                                            | 1960                                         |                                              | 172                                          | ¤                                            |
| 1990                                                                            | 1990                                         |                                              | 81                                           | 19#                                          |
| 1995                                                                            | 1995                                         |                                              | 71                                           | 23#                                          |
| 2000                                                                            | 2000                                         |                                              | 60                                           | 23#                                          |
| 2005                                                                            | 2005                                         |                                              | 50                                           | 22#                                          |
| Anm.: Ej småort 2010 ¤ Som tätortsbebyggelse med 150-199 invånare # Som småort. |                                              |                                              |                                              |                                              |